# Geschichtspark Kamphaeng Phet

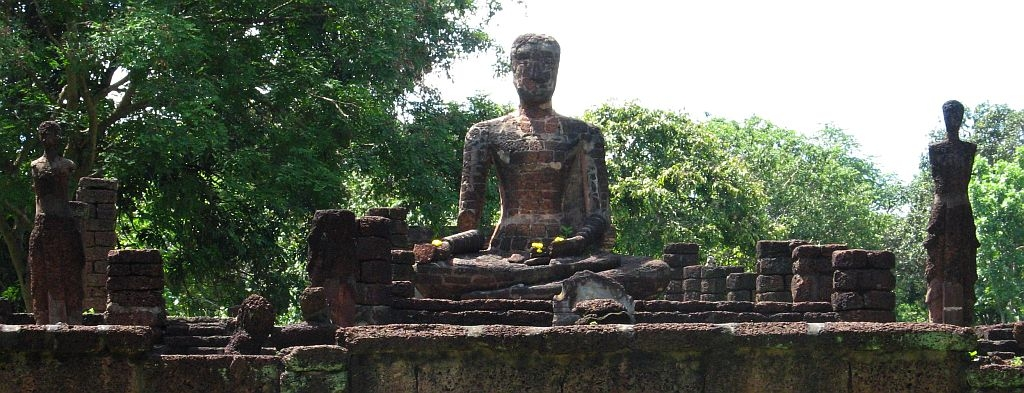
Buddha-Statue, Wat Singh

Der Geschichtspark Kamphaeng Phet (Thai: อุทยานประวัติศาสตร์ กำแพงเพชร, IPA: [ʔùtʰájaːn pràwàttìsàːt kampʰɛːŋ pʰét]) umfasst die Ruinen der alten Grenzstadt Kamphaeng Phet (Diamant-Mauer), welche zur Zeit des Königreichs Ayutthaya als Stadt (Müang) Cha Kang Rao (Thai เมืองชากังราว) bekannt war. 
Kamphaeng Phet war neben der Hauptstadt Sukhothai und Si Satchanalai eine der drei großen Städte des Sukhothai-Königreiches, welches seine Blütezeit im 13. bis 15. Jahrhundert hatte.
Am 12. Dezember 1991 wurde der Park zusammen mit ähnlichen Parks in Sukhothai und in Si Satchanalai zu einem Teil des Weltkulturerbes der UNESCO erklärt.

## Lage
Der Geschichtspark Kamphaeng Phet liegt am westlich Rand der modernen Stadt Kamphaeng Phet, welche gleichzeitig die Hauptstadt der Provinz Kamphaeng Phet ist.
Der Geschichtspark Kamphaeng Phet besteht aus drei nahe beieinander liegenden Gebieten: der Stadt Nakhon Chum (Thai เมืองนครชุม) am westlichen Ufer des Mae Nam Ping (Ping-Fluss), der von einer trapezförmigen Befestigung eingefassten Stadt Kamphaeng Phet am östlichen Ufer des Ping und einem nordwestlich davon auf einem Hügel liegenden Gebiet, welches Aranyik (Thai เขตอรัญญิก) genannt wird.

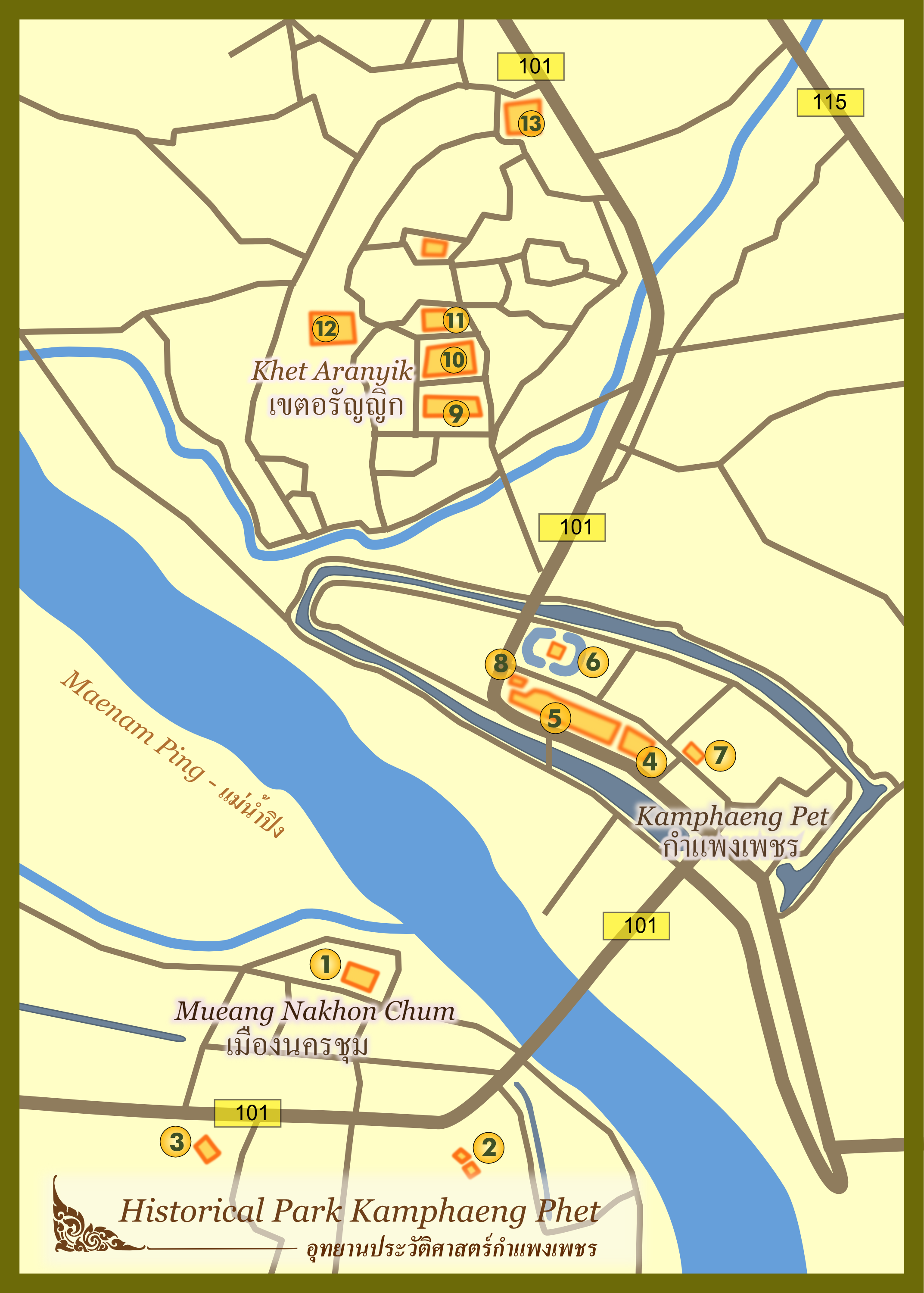
Der Geschichtspark Kamphaeng Phet

## Gebiete des Geschichtsparks

### Mueang Nakhon Chum
Diese Stadt am westlichen Ufer des Ping ist noch älter als Kamphaeng Phet selbst, sie besaß aber eine ähnliche rechteckige Befestigungsanlage von Palisaden und Wassergräben in der Größe von etwa 2900 × 400 Meter. Heute sind nur noch einige kurze Gräben zu sehen.
Sehenswürdigkeiten:
- das Thung-Setthi-Fort   (ป้อมทุ่งเศรษฐี, Pom Thung Setthi) – an der südwestlichen Ecke des Gebiets liegen die Ruinen dieses Forts, welches allerdings aus der Ayutthaya-Zeit stammt. Die 6 Meter hohen Mauern aus Laterit-Blöcken umfassen einen quadratischen Bereich von 83 Metern Breite.
- Wat Phra Borommathat (วัดพระบรมธาตุ) – Merkmal dieses Tempels ist die große, in burmesischem (Mon-) Stil errichtete Chedi. Die ursprünglich im Sukhothai-Stil erbaute Chedi wurde 1870 von einem wohlhabenden Holzhändler restauriert, die Arbeiten konnten aber erst 1907 abgeschlossen werden.[1]
- Wat Chedi Klang Thung (วัดเจดีย์กลางทุ่ง)

### Innerhalb der Befestigung
Die Festungsmauern gaben der Stadt (wörtlich Diamant-Mauer) ihren Namen. Sie haben eine Trapezform, sind 300–500 Meter breit und 2200 Meter lang. Sie waren von einem etwa 25 Meter breiten Wassergraben umgeben. Die etwa 5 Meter hohen Mauern aus Laterit-Blöcken sind zum Teil erhalten, im Westen befinden sich noch zwei Forts, Phom Chao Indra und Phom Phet. Die Befestigung war über insgesamt 10 durch Forts befestigte Tore mit der Außenwelt verbunden. Innerhalb der Mauern sind neben den restaurierten Tempeln auch die Grundmauern zahlreicher weiterer Tempel erhalten.
Sehenswürdigkeiten:
- Wat Phra That (Kamphaeng Phet) (วัดพระธาตุ) – Tempel der heiligen Reliquie
- Wat Phra Kaeo (Kamphaeng Phet) (วัดพระแก้ว) – Tempel des Smaragd-Buddha
- Nationalmuseum Kamphaeng Phet (พิพิธภัณฑ์สถานแห่งชาต กำแพงเพชร)
- Wasser-Reservoir Sa-Mon (สระมน) – ein kleiner Teich ist von Wassergräben umgeben, Bauwerke sind dort nicht vorhanden.

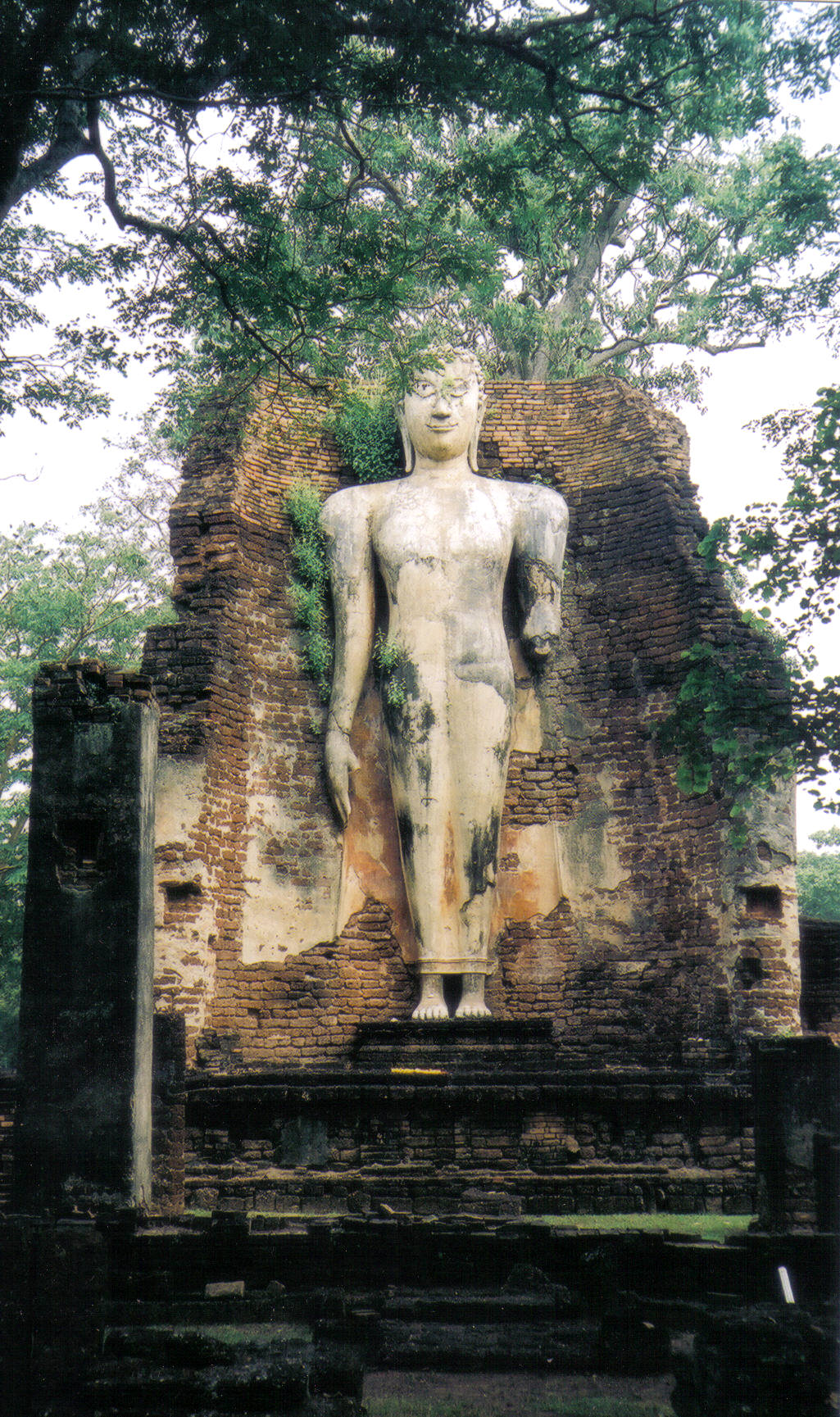
Stehende Buddha-Statue im Wat Phra Si Iriyabot

### Khet Aranyik
Dieses Gebiet liegt nordwestlich der befestigten Stadt. Es handelt sich hier um einen mit lichtem Wald (Aran – อรัญญ์) bestandenen Hügel. Eine Gruppe der buddhistischen Mönche jener Zeit, die Waldmönche (Aranyawasi – คณะอรัญญวาสี – im Gegensatz zur Gruppe der Stadtmönche Kamawasi – คณะคามวาสี) bevorzugten gemäß der ceylonesischen Tradition ruhige Waldgebiete, um ungestört ihrer Meditation nachgehen zu können. Sie waren die Vorbilder der späteren thailändischen Waldtradition. Auf dem Hügel verstreut sind die Überreste von etwa 40 Tempeln zu sehen.
- Sehenswürdigkeiten:
  - Wat Phra Non (วัดพระนอน) (Tempel des liegenden Buddha) – das von einer Lateritmauer umgebene, in Ost-West-Richtung angelegte Heiligtum besteht aus einer Chedi in ceylonesischem Stil, westlich davon befindet sich ein Mondop mit den Überresten einer liegenden Buddha-Statue. Das Dach des Gebäudes wurde von 6,4 Meter hohen Laterit-Säulen gestützt, die aus jeweils einem Stück hergestellt wurden. Von dem sich im Westen anschließenden Viharn sind nur noch die Grundmauern zu erkennen.
  - Wat Phra Si Iriyabot (วัดพระสี่อิริยาบถ) – beeindruckende Ruine eines Mondop, ein quadratisches Gebäude mit 29 Metern Breite, mit vier Buddha-Statuen in vier verschiedenen Haltungen: stehend, schreitend, ruhend und sitzend. Nur die 9 Meter hohe Statue des stehenden Buddha ist fast vollständig erhalten.
  - Wat Singh (วัดสิงห์) (Löwentempel) – die Ruinen eines Ubosot sind von Laterit-Mauern umgeben. Am Fundament sind Überreste von Löwen und Nagas aus Stuck zu erkennen.
  - Wat Chang Rop (วัดช้างรอบ) – Von Elefanten umgebener Tempel
  - Wat Awat Yai (วัดอาวาสใหญ่) – Großer Tempel